# Mara Hetzel
Mara Hetzel (* im 20. Jahrhundert) ist eine deutsche Schauspielerin und Hörspielsprecherin.

## Leben
1965 hatte Hetzel bei dem Fernsehfilm Die Komödie vom Reineke Fuchs erstmals eine Rolle inne. 1967 stand sie in der Fernsehserie Ein Fall für Titus Bunge erstmals für das Fernsehen vor der Kamera. In der Fernsehserie Mond Mond Mond hatte sie 1977 erstmals eine wiederkehrende Rolle.

## Filmografie
- 1965: Die Komödie vom Reineke Fuchs (Fernsehfilm)
- 1967: Ein Fall für Titus Bunge (Fernsehserie, Folge 1x12)
- 1967: Die Verfolgung und Ermordung Jean Paul Marats (Fernsehfilm)
- 1968: Vier Stunden von Elbe 1 (Fernsehfilm)
- 1968: Madame Sans-Gêne – Die schöne Wäscherin (Fernsehfilm)
- 1969: Damenquartett (Fernsehfilm)
- 1972: Galgentoni (Fernsehfilm)
- 1974: Tatort: 3:0 für Veigl
- 1974: Telerop 2009 – Es ist noch was zu retten (Fernsehserie, Folge 1x05)
- 1975: Filmriss (Fernsehfilm)
- 1975: Tristan (Fernsehfilm)
- 1975: Die weiße Stadt (Fernsehfilm)
- 1975: Das feuerrote Spielmobil (Fernsehserie, eine Folge)
- 1976: Das Brot des Bäckers
- 1977: Mond Mond Mond (Fernsehserie, 6 Folgen)
- 1977: In freier Landschaft (Fernsehserie, Folge 1x02)
- 1978: Hiob (Miniserie, Folge 1x03)
- 1978: Ausgerissen! Was nun? (Fernsehserie, Folge 1x06)
- 1980: Ein Kapitel für sich (Miniserie, Folge 1x03)
- 1981: St. Pauli-Landungsbrücken (Fernsehserie, Folge 2x09)

## Hörspiele (Auswahl)
- 1974: Dragoslav Mihailović: Schafblattern (Eine junge Frau) – Regie: Otto Düben (Original-Hörspiel, Monolog – SDR)
- 1974: Jean-Pierre Ferrière: Aus Studio 13: Mord am Meer (Hélène Dallard) – Regie: Otto Düben (Originalhörspiel, Kriminalhörspiel – SDR)
- 1981: Hermann Moers: Match mit einem Verrückten – Regie: Joachim Sonderhoff (Originalhörspiel, Kriminalhörspiel – WDR)
- 1981: Arthus C. Caspari: Die Versuchung des Heiligen Antonius (Museumsführerin) – Regie: Arthus C. Caspari (Originalhörspiel – NDR)

Quelle: ARD-Hörspieldatenbank